# (627) Charis
Pour les articles homonymes, voir Charis (homonymie).
(627) Charis est un astéroïde de la ceinture principale découvert le 4 mars 1907 par l'astronome allemand August Kopff.
Sa désignation provisoire était 1907 XS.
Dans la mythologie grecque, Charis est une des trois Grâces.